# Резникович, Михаил Иерухимович
Михаи́л Иерухи́мович (Ю́рьевич) Резнико́вич (род. 1938) — советский и украинский театральный режиссёр. Художественный руководитель Национального академического театра русской драмы имени Леси Украинки (1994—2022). Герой Украины (2013). Народный артист Украинской ССР (1980). Заслуженный деятель искусств Российской Федерации (2001).
Академик, соучредитель Академии искусств Украины (1996), депутат Киевского городского совета (от Партии регионов с 2006 года).

## Биография
Родился 26 апреля 1938 года в Харькове.
Окончил режиссёрский факультет Ленинградского института театра, музыки и кино в 1963 году (на курсе у выдающегося театрального режиссёра Георгия Товстоногова).
В 1963—1966 годах — режиссёр Киевского русского драматического театра имени Леси Украинки.
В 1966—1970 — работал в Московском драматическом театре имени К. С. Станиславского.
В 1970—1984 — режиссёр, затем главный режиссёр Киевского театра им. Леси Украинки.
С 1971 года начал преподавать режиссуру и актёрское мастерство в Театральном институте имени И. К. Карпенко-Карого, c 1984 года возглавил кафедру режиссуры и актёрского мастерства в институте, с 1990 года — профессор института имени И. К. Карпенко-Карого.
В 1985—1988 годах художественный руководитель в Новосибирском драматическом театре «Красный факел».
С 1994 года до весны 2022 года — генеральный директор — художественный руководитель Театра русской драмы имени Леси Украинки.
В апреле 2005 года за поддержку кандидата Виктора Януковича на выборах 2004 года был уволен со своей должности решением министра культуры Украины, активиста оранжевой революции, Оксаны Билозир. В декабре 2005 года после многочисленных протестов коллектива театра киевской русской драмы, общественности и деятелей культуры России, был восстановлен в должности.

### Семья
Сын — российский бизнесмен, генеральный директор компании Altimo Алексей Резникович (род. 1968). Невестка — журналистка Анастасия Чухрай, дочь кинорежиссёра Павла Чухрая.

## Творчество
Поставил более ста спектаклей в театрах.

## Театр русской драмы имени Леси Украинки
- 1963 — «Поворот ключа» М. Кундеры
- 1963 — «Иду на грозу» по Д. А. Гранину
- 1964 — «Платон Кречет» А. Корнейчука
- 1964 — «104 страницы про любовь» Э. Радзинского
- 1965 — «Дачники» М. Горького
- 1965 — «Кто за? Кто против?» П. А. Загребельного
- 1966 — «Насмешливое мое счастье» Л. Малюгина
- 1970 — «Дети Ванюшина» С. А. Найдёнова
- 1970 — «Разгром» по А. А. Фадееву
- 1971 — «Кто-то должен» Д. А. Гранина
- 1973 — «Бесприданница» А. Н. Островского
- 1973 — «Добряки» Л. Зорина
- 1974 — «И земля скакала мне навстречу» по П. А. Загребельному
- 1974 — «Вечерний свет» А. Н. Арбузова
- 1975 — «Интервью в Буэнос-Айресе» Г. А. Боровика
- 1976 — «Как важно быть серьёзным» О. Уайльда
- 1977 — «И отлетим с ветрами» Н. Зарудного
- 1978 — «Отелло» У. Шекспира
- 1979 — «Кафедра» В. Врублевской
- 1980 — «Веер» К. Гольдони
- 1980 — «Пять дней в июле» («Тыл») Н. Зарудного
- 1981 — «Тема с вариациями» С. Алёшина
- 1982 — «Предел спокойствия» по П. Загребельному
- 1982 — «Игрок» по Ф. Достоевскому
- 1983 — «Победительница» А. Н. Арбузова
- 2013 — «Нахлебник» И. С. Тургенева

- 1969 — Исповедь молодого человека по роману Фёдора Достоевского «Подросток» (Московский театр им. Станиславского)
- «Подросток» Ф. М. Достоевского
- «Трибунал» А. Е. Макаёнка

### Режиссёр радиоспектаклей
- «Бурьян» по А. В. Головко
- «Таня» по А. Н. Арбузову
- «Все мои сыновья» по А. Миллеру

### Режиссёр художественных телефильмов
- 1971 «Всего три недели...» по сценарию В. Богатырёва
- 1979 «Дождь в чужом городе» по сценарию Д. А. Гранина
- 1977 «Насмешливое мое счастье», фильм-спектакль, по Л. А. Малюгину
- 1999 «Школа скандала» (фильм-спектакль)
- «И отлетим с ветрами» по Н. Я. Зарудному
- «Этот симпатичный бес» (телеспектакль) по М. Хвылевому)

### Избранные книги
- Резникович М. Ю. Долгий путь к спектаклю. — Киев: Мистецтво, 1979. — 207 с. — 3000 экз.
- «От репетиции к репетиции» (1995)
- «Театр времён» (2001).

## Награды и звания
- 1980 — Народный артист Украинской ССР.
- 1983 — Государственная премия УССР имени Т. Г. Шевченко — за постановку спектаклей «Предел спокойствия», «Кафедра», «Тема с вариациями».
- 1994 — Номинант премии «Киевская пектораль» в категории «Лучшая режиссёрская работа» (спектакль «История одной страсти»).
- 1995 — премия «Киевская пектораль» в категории «За весомый вклад в театральное искусство».
- 1998 — Орден «За заслуги» III степени (27 апреля 1998 года) — за весомый личный вклад в развитие культуры, плодотворную художественную и общественную деятельность[4].
- 2001 — Орден князя Ярослава Мудрого V степени (21 августа 2001 года) — за значительный личный вклад в социально-экономическое и культурное развитие Украины, весомые трудовые достижения и по случаю 10-й годовщины независимости Украины[5].
- 2001 — Заслуженный деятель искусств Российской Федерации (21 ноября 2001 года) — за большой вклад в развитие театрального искусства и укрепление российско-украинских культурных связей[6].
- 2003 — Орден Почёта (27 января 2003 года, Россия) — за большой вклад в развитие искусства и укрепление российско-украинских культурных связей[7].
- 2006 — Орден «За заслуги» II степени (30 ноября 2006 года) — за весомый личный вклад в развитие театрального искусства, весомые творческие достижения и высокое профессиональное мастерство[8].
- 2008 — Орден «За заслуги» І степени (24 апреля 2008 года) — за выдающийся личный вклад в развитие украинской культуры, многолетнюю плодотворную творческую деятельность на ниве театрального искусства, высокое профессиональное мастерство[9][10].
- 2011 — Орден князя Ярослава Мудрого IV степени (23 августа 2011 года) — за значительный личный вклад в становление независимости Украины, утверждение её суверенитета и международного авторитета, заслуги в государствообразующей, социально-экономической, научно-технической, культурно-образовательной деятельности, добросовестное и безупречное служение Украинскому народу[11].
- 2013 — Герой Украины с вручением ордена Державы (24 августа 2013 года) — за выдающийся личный вклад в обогащение национального культурно-художественного наследия, многолетнюю плодотворную творческую деятельность и высокое профессиональное мастерство[12].